# Milan Obradović (calciatore 1999)
Milan Obradović (in serbo Милан Обрадовић?; Brus, 27 dicembre 1999) è un calciatore serbo, difensore dell'Al-Mu'aidar.

## Caratteristiche tecniche
È un difensore centrale.

## Carriera
Cresciuto nel settore giovanile del Napredak Kruševac, ha esordito in prima squadra il 2 marzo 2019 disputando con l'incontro di Superliga serba perso 4-0 contro la Dinamo Vranje.